# Álomból ébredve
Álomból ébredve (węg. Wybudzony ze snu) – osiemnasty album węgierskiego zespołu Bikini, wydany w 2002 roku na MC i CD.

## Lista utworów
1. „Nem ér a nevem”
2. „Rá se ránts”
3. „Valaki kéne”
4. „Kinéz a szerelem”
5. „Vízió”
6. „Látom a szemeden”
7. „Ugyanaz a cirkusz”
8. „Árnyak és színek”
9. „Álomból ébredve”
10. „Tavasz”

## Skład
- Lajos D. Nagy (wokal)
- Alajos Németh (gitara basowa, syntezator)
- Zsolt Daczi (gitara)
- Viktor Mihalik (instrumenty perkusyjne)
- Dénes Makovics (saksofon)
- Péter Gallai (syntezator)
- Henriett Czerovszky (wokal)
- Zsolt Szendrei (rap)